# Placówka Straży Granicznej I linii „Solarnia”
Placówka Straży Granicznej I linii „Solarnia” – jednostka organizacyjna Straży Granicznej pełniąca służbę ochronną na granicy polsko-niemieckiej w okresie międzywojennym.

## Formowanie i zmiany organizacyjne
Rozporządzeniem Prezydenta Rzeczypospolitej Polskiej Ignacego Mościckiego z 22 marca 1928 roku, do ochrony północnej, zachodniej i południowej granicy państwa, a w szczególności do ich ochrony celnej, powoływano z dniem 2 kwietnia 1928 roku  Straż Graniczną.
Rozkazem nr 4 z 30 kwietnia 1928 roku w sprawie organizacji Śląskiego Inspektoratu Okręgowego dowódca Straży Granicznej gen. bryg. Stefan Pasławski określił strukturę organizacyjną komisariatu SG „Lubliniec”. Placówka Straży Granicznej I linii „Dziewcza Góra” znalazła się w jego strukturze.
Rozkazem nr 10 z 5 listopada 1929 roku w sprawie reorganizacji Śląskiego Inspektoratu Okręgowego komendant Straży Granicznej płk Jan Jur-Gorzechowski określił numer i nową strukturę komisariatu. W miejscu placówki SG „Dziewcza Góra” występuje placówka Straży Granicznej I linii „Solarnia”.

## Służba graniczna
Sąsiednie placówki:
- placówka Straży Granicznej I linii „Kośmidry” ⇔ placówka Straży Granicznej I linii „Kokotek” − 1928

## Kierownicy/dowódcy placówki
| stopień    | imię i nazwisko | okres pełnienia służby | kolejne stanowisko |
| ---------- | --------------- | ---------------------- | ------------------ |
| przodownik | Robert Wójcik   | był X 1932 –           |                    |
| przodownik | Adam Kopciuch   | 10 I 1934 –            |                    |